# Zone de protection paysagère de Sághegy
La zone de protection paysagère de Sághegy (hongrois : Sághegyi Tájvédelmi Körzet, prononcé [ˈʃaːghɛɟi ˈtaːjveːdɛlmi ˈkøɾzɛt]) est une aire protégée située dans le comitat de Vas, à l'ouest de Celldömölk, et dont le périmètre est géré par le parc national de l'Őrség.